# Miss Martian
Miss Martian (Señorita Marciana, siendo su nombre real M'gann M'orzz, y su alias Megan Morse) es una superheroína ficticia que aparece en los cómics estadounidenses publicados por DC Comics. 
La primera aparición del personaje fuera de los cómics fue en la serie animada Young Justice, donde Danica McKellar le da la voz. En 2016, Sharon Leal interpretó al personaje en la segunda temporada de Supergirl. Leal regresó en dos episodios de la tercera y quinta temporada. La interpretación del personaje del programa ha ganado críticas positivas.

## Historial de publicaciones
Miss Martian fue creada por Geoff Johns y Tony Daniel, y apareció por primera vez en Teen Titans # 37 (2006). Miss Martian se llama "Megan Morse" por la esposa del editor de Marvel Comics, Ben Morse, Megan. Morse es amigo de Johns. Johns creó inicialmente el personaje cuando el equipo editorial de DC le dijo que no podía usar a Supergirl, que era en ese entonces miembro de la Legión de Superhéroes.

## Biografía ficticia
Miss Martian es una marciana blanca, conocida como M'gann M'orzz. Se convierte en miembro de los Jóvenes Titanes durante los eventos contados en la serie limitada de la Crisis Infinita y  "Un año después". En la Tierra, simplifica su nombre a Megan Morse. 
M'gann M'orzz fue enviada originalmente por cohete desde Marte al sistema Vega para escapar de la guerra civil entre los marcianos verdes y los marcianos blancos. Hasta la fecha, aún se desconoce cuándo llegó a la Tierra desde Vega.
Inicialmente, M'gann fingió ser una marciana verde, como el Detective Marciano, y se unió a los Jóvenes Titanes. Después de que sus sentimientos fueran heridos por insensibilidad y malentendidos con sus compañeros de equipo, M'gann dejó a los Titanes para ser una heroína en Australia. Aunque los Titanes sospechaban que podría haber sido una traidora, resultó que su acusadora, Bombshell, era la verdadera traidora. Después de ayudar al equipo a derrotar a Bombshell y demostrar su lealtad, fue aceptada como miembro de pleno derecho de los Titanes.
M'gann y Cyborg viajan a Belle Reve para interrogar a Bombshell sin poder. M'gann, usando su telepatía en Bombshell, descubre la existencia de los Titanes del Este (Bombshell es aparentemente asesinada por una Batgirl controlada mentalmente poco después, pero finalmente se recupera). M'gann lucha contra Sun Girl, que dice ser de un futuro en el que los marcianos son esclavos por algo que hará M'gann (Sun Girl también afirma que en el futuro M'gann será su esclava). Incapaz de convencer a Sun Girl para que le diga lo que hará en el futuro, M'gann se sumerge en el océano y luego golpea a Sun Girl con una masa de agua, apagando sus llamas.
The Titans Tomorrow aparece con Miss Martian como miembro. Ella tiene un aspecto diferente, habiendo abrazado su herencia marciana blanca. Habiendo cambiado su nombre a Martian Manhunter, su contraparte actual la decapita. Como resultado de este encuentro, la conciencia de su yo futuro se ha refugiado en la propia mente de Megan. Un epílogo de "Titans of Tomorrow: Today!" la trama muestra a Miss Martian ocho años en el futuro; Ella se confabula con Lex Luthor y Tim Drake, el Robin de la época y con quien está teniendo una aventura, para clonar a varios Titanes fallecidos, entre ellos Superboy y Kid Flash.
La conciencia de su yo futuro toma conciencia en la propia mente de Megan.
Megan es atacada por el villano Disruptor, miembro del equipo de villanos conocidos como los Terror Titans, cuyas armas casi la separan de su propio futuro. Megan es capturada y arrojada a una habitación con Kid Devil, que ha sido salvajemente acondicionado como una bestia sin sentido. Ella trata de calmar su mente con telepatía, pero lamentablemente resulta siendo una versión reencarnada de la Abuelita Bondad, y ha encontrado una manera de inhibir su capacidad Marciana. Megan finalmente consigue restaurar la mente racional de Eddie y los dos de escapan. Cuando vuelven la Torre de los Titanes, Megan implica que el encuentro con Disruptor le ha permitido dominar la conciencia de su propio futuro. Su contraparte futura todavía aún aparece, siendo capaz de comunicarse con ella, pero M'gann calla su esfuerzo por la simple amenaza de apoderarse de su mente para poderla controlarla, por ejemplo, intenta manipularla alimentándose de sus recuerdos «únicos» y de sus sentimientos amorosos. Sin embargo, recientemente Megan empezó a mostrar signos de ser incapaz de dominar su propio mal, como cuando aparece antes de que el equipo descubra que es de piel blanca, en lugar de su característica piel verde, con la cual se caracterizó originalmente. Ella parece sorprendida ante esto como el resto del equipo, y más tarde por fin llega a la conclusión de dejar a los Titanes por un período indeterminado. Antes de irse, sin embargo, se despide de los Titanes y admite a Eddie que lo echará de menos, a lo que se pregunta si esto es comparable con la historia del espantapájaros de El mago de Oz.
El escritor de los Teen Titans, Sean McKeever declaró en su momento que la salida de Megan de los Titanes es parte de una larga historia en la que estuvo trabajando y que regresaría al equipo en un momento posterior. Megan aparecería en el último número de la miniserie de Terror Titans, después de haber sido utilizada y obligada a enfrentarse a Star-Spangled Kid en peleas metahumanas en el club Dark Side. Ella estuvo utilizando todo el tiempo su inmunidad al control mental para librarse del control de Rey Reloj para poder liberar lentamente a los otros metahumanos del lavado de cerebro. Megan forma parte temporalmente en su breve visita a una célula de resistencia clandestina en Final Crisis #5 (diciembre de 2008). Ella se reúne con los Titanes en el momento en que estos estaban en una campaña de reclutamiento de aliados, en la que incluyen a héroes nuevos como Static y a Aquagirl.
Cuando Chico Bestia regresa para liderar a los Titanes, a raíz de la muerte de Kid Devil, Megan es el única miembro del equipo que está dispuesta a apoyarlo. Mientras que el resto del equipo está ocupado discutiendo con él, Megan es atacada y capturada por un nuevo villano conocido como Wylde. Después de una enérgica batalla, Megan es rescatada por sus compañeros de equipo.
En algún momento antes de esta batalla, Megan consideró que esta misión hacerla en solitario, donde derrota a Búnker después de que intentara secuestrar a una niña y celebrara su rescate. Segundos después de soltar a los secuestradores, Megan es visitada por Jay Garrick, que la recluta para un propósito desconocido.

### Ti'll All
Miss Martian aparecería después en una miniserie del Detective Marciano, en la que J'onn se hace amigo de la marciana blanca llamada Till'All y la presenta ante la Liga de la Justicia. Se especula que en un principio iba a ser revelado de que M'gann era de hecho Till'All, y esta revelación fue retrocontinuada para ser una marciana blanca, porque la editorial DC creyó que esto era incómodo con la idea de una forma de travestismo marciano, después de que ella se mostrara en situaciones románticas con varios personajes.

### El Día Más Brillante
Durante los acontecimientos de la saga de El día más brillante, Megan le preguntó a Batman sobre como pudo contactar a Starman, después que este fue capturado por un enloquecido Alan Scott. Después de llegar a bordo de la Atalaya de la Liga de la Justicia, ella se comunica mentalmente con Starman y comienza a transmitir información acerca de su paradero, sólo para transformarse en su forma blanca Marciana y atacar a la Liga de la Justicia. Antes de que Megan pueda herir a compañeros, ella queda inconsciente al ser detenida por Power Girl, lo que implicó que ella fuese poseída por el poder del Corazón Estelar, la misma entidad cósmica que concedió a Alan Scott sus poderes.
En este tiempo, el resucitado Detective Marciano en la Torre de los Titanes la contacta con el fin de hablar con Megan, y le dice a Superboy que tomó un permiso de ausencia con el equipo. Luego se dirige a Australia para encontrar a Megan y ver si ella tiene alguna información sobre una serie de asesinatos que parecen haber sido cometidos otro marciano sobreviviente, sólo para encontrarla atada y golpeada brutalmente. Mientras cuidaba de ella, J'onn entra en contacto con la Entidad, y las heridas que Megan tenía la hacen recuperarse completamente. Ella también siente que hay otro marciano en la Tierra. Cuando J'onn le pregunta a Megan que quien le hizo esto, Megan dice que fue atacada por una marciana verde.
Después de una misión para rescatar a Raven de la dimensión del villano Wyld, Megan queda en estado de coma. Cyborg y un científico llamado Rochelle Barnes toman a Megan y la llevan a los laboratorios Cadmus con el fin de encontrar una manera de ayudarla, y Static (que había perdido sus poderes tras la batalla con Wyld) se queda con ella, diciendo que ella debería tener a un Titán a su lado mientras ella se recupera. este arco argumental termina con una nota indicando que la historia se resolverá con una nueva serie en solitario de Static, que se lanzaría en algún momento de 2011, algo que finalmente no se contó.
Ahora exmiembro de los Titanes, Miss Martian posteriormente es atacada por un joven metahumano con poderes psíquicos llamado Alexander, que la secuestra y la utiliza como cebo para atraer a Supergirl a una trampa Después de derrotar a Supergirl, M'gann utiliza sus habilidades para ayudar a liberar de un lavado de cerebro que le hicieron al joven titán y Blue Beetle (Jaime Reyes) y a Robin, derrotando a Alexander Esto se revelaría más adelante, sin embargo, que Miss Martian nunca estuvo realmente bajo el control de Alexander, para empezar, ella simplemente había fingido ser manipulada mentalmente mientras intentaba utilizar su telepatía para decirle a Supergirl sobre su plan. Miss Martian trata de manipular la mente de Alexander con retroalimentación mental, para distraerlo lo suficiente para que Supergirl pudiera someterlo.
Junto con antiguos Titanes, M'gann regresa a ayudar al equipo durante su batalla final contra Superboy Prime y la Legión de la Perdición. En colaboración con Solstice, M'gann derrota a su antiguo némesis Sun Girl.

### Los Nuevos 52/DC Rebirth
En esta la nueva línea de tiempo de Los Nuevos 52, la historia del personaje fue alterada y la versión más reciente de la encarnación de los Jóvenes Titanes fue mostrada que su participación con el equipo fue cambiada, debido a un suceso en la que Red Robin aparece viendo una conferencia de prensa en la que Lex Luthor muestra fotografías de varios metahumanos de origen extraterrestre, que viven entre los seres humanos, entre los cuales M'gann forma parte de una serie de alienígenas que tienen una vida clandestina y que viven coexistiendo en la Tierra.

## Poderes y habilidades
Miss Martian posee habilidades similares a Detective Marciano. Puede volar, cambiar de forma, ser intangible y crear explosiones de energía de fuego de sus ojos. Es una telépata que puede leer la mente, comunicarse y proyectar sus pensamientos en diversos grados, también puede controlar mentes, sin embargo, la gente a la que controla sabe que ella está dentro de su mente. Igualmente posee habilidades telequinéticas, puede mover, empujar y manipular objetos con su mente, además de crear escudos. También tiene una gran fortaleza, durabilidad, velocidad y resistencia, así como la habilidad de volverse invisible. Al igual que todos los marcianos, que puede ser debilitada por el fuego, incluso si es de la raza blanca marciana.

### Poderes Alternativos enTitanes del mañana... Hoy!
Como adulta, en la miniserie de historietas limitada Titanes del mañana... Hoy!, la trama por defecto muestra a una M'gann en forma física como marciana Blanca después de haber abrazado su forma original (y su fisiología de Marciana refleja su estado de ánimo). Para compensar su miedo al fuego, la adulta M'Gann lleva un campo de fuerza que la protege de las llamas.

## En otros medios

### Televisión
- M'gann M'orzz / Miss Martian debutó en la televisión de la serie animada Young Justice,[25] con la voz de Danica McKellar.[26] Esta versión es la sobrina del Detective Marciano, tiene 48 años en años terrestres y 16 años según los estándares biológicos marcianos,[27] tiene doce hermanas e inicialmente ocultó su herencia marciana blanca a través de una forma marciana verde basada en el protagonista de su favorito. comedia de situación, ¡Hola, Megan!. A lo largo de la primera temporada, se une al Equipo, entabla una relación con su compañero de equipo Superboy, conoce a la estrella de ¡Hola, Megan!, Marie Logan, y se hace amigo de su hijo Garfield Logan, a quien M'gann luego le da una transfusión de sangre para salvarle la vida, lo que contribuye a que se convierta en Beast Boy. M'gann finalmente se sincera con sus compañeros de equipo, quienes la aceptan por lo que es, y Superboy en particular revela que siempre lo supo debido a su fuerte vínculo telepático. En la segunda temporada, Invasión, adoptó a Beast Boy como hermano adoptivo después de la muerte de Marie, pero se volvió más oscura y agresiva con los que considera "chicos malos", a menudo dejándolos en estados catatónicos. Después de un intento fallido de manipular el conocimiento de Superboy sobre una discusión que tuvieron sobre sus tácticas, rompió con ella, lo que la llevó a entablar una nueva relación con Lagoon Boy. Mientras se vengaba de Aqualad por el aparente asesinato de Artemis Crock, M'gann se entera de que la pareja está trabajando de forma encubierta para infiltrarse en la Luz y gradualmente se suaviza mientras restaura la mente de Aqualad. Llena de culpa por sus motivos egoístas, rompe con Lagoon Boy y finalmente se reconcilia con Superboy. A partir de la tercera temporada, Outsiders, M'gann ha alterado su forma marciana para reflejar sus raíces marcianas blancas, se convirtió en la líder del equipo, se reencuentra con su hermano M'comm y ha comenzado a vivir con Superboy, quien le propone matrimonio a ella. En la cuarta temporada, Phantoms, M'gann y Superboy viajan a Marte para celebrar una boda marciana, aunque ella se ve obligada a abordar problemas no resueltos con sus hermanos separados y la pareja se involucra en los esfuerzos de la Legión de Super-Héroes para evitar que Lor-Zod libere a sus padres Dru-Zod y Ursa de la Zona Fantasma. Después de derrotar a los Zods, M'gann y Superboy completan su boda marciana antes de regresar a la Tierra para una íntima boda terrenal.
- Miss Martian hace una aparición especial en Teen Titans Go! episodio "Let's Get Serious" (que es un cruce con Young Justice). Acompaña a Aqualad y Superboy para eliminar a HIVE, ya que los Titanes eran demasiado tontos para hacerlo correctamente.
- Miss Martian está en el programa DC Super Hero Girls como un personaje recurrente, que aparece en solo unos pocos episodios. Se muestra que es compañera de cuarto con Killer Frost, Lady Shiva y Star Sapphire. Ella tiene su aspecto icónico con su piel verde, ojos rojos y cabello largo y pelirrojo. En todos los episodios se la ve hablando, chilla y se vuelve invisible, tal vez debido a la vergüenza o la timidez, incómoda. Ella ha sido expresada por Cristina Pucelli.
- Miss Martian aparece en la temporada 2 de Supergirl, interpretada por Sharon Leal.[28] Una marciana blanca que no podía soportar los horrores que su raza cometió contra los marcianos verdes, M'gann intentó ayudar a escapar a los prisioneros. Ella falló, huyendo a la Tierra, donde se escondió durante 300 años bajo la identidad de Megan Morse. Cuando M'gann conoce a J'onn J'onnz, ella intenta mantenerse alejada de él y constantemente se niega a compartir sus pensamientos, por vergüenza por lo que su gente le hizo a él. Cuando Parásito drena a J'onn fatalmente, M'gann es coaccionado por Alex para darle algo de sangre; ella lo hace con pesar, sabiendo que en algún momento lo convertirá en un marciano blanco (debido a los experimentos que su gente realizó para acabar con los marcianos verdes). Cuando J'onn la confronta al respecto, M'gann no ofrece resistencia, dejándolo intentar matarla en un ciego deseo de venganza por su familia; sin embargo, él decide (injustamente) encerrarla en el DEO después de ver que su muerte solo lo haría tan malo como el resto de los marcianos blancos, aunque ella le advierte que su sangre fue modificada por su gente para que si es donada a un Marciano verde, lo obligaría a transformarse en un marciano blanco. Finalmente, M'gann termina actuando de manera extraña y fue puesto en coma. Aunque J ' onn es reacio porque recordar lo que los marcianos blancos le hicieron a su familia fue la única razón por la que se levantó todos los días, finalmente se las arregla para perdonarla mediante una fusión mental, y descubre que ella fue realmente responsable de ayudar a un niño marciano verde escapar. Después de recuperar la conciencia, M'gann también revela lo que la hizo actuar de manera extraña; ella había sido víctima de un ataque psíquico, muy probablemente por los marcianos blancos restantes que están enojados por su traición. Con la ayuda de DEO y Supergirl, M'gann logró detener a dos marcianos blancos que la perseguían, incluido Armak, su compañero y uno de los miembros más brutales de su raza, y finalmente regresó a Marte con la esperanza de encontrar otros marcianos blancos que estén dispuestos a abrazar significa otros que no sean la guerra. Al final del final de la segunda temporada, reveló que M ' Gann se ha convertido en parte de una benévola fiesta marciana blanca, y ella y sus amigos ayudan a J'onn a repeler la invasión daximita en la Tierra. Al final del segundo episodio de la temporada 3, ella contacta a J'onnz para que necesite regresar a Marte. La razón revelada en el tercer episodio es que su padre ha estado cautivo todo este tiempo.[29]

### Película
- La versión de Young Justice de Miss Martian, junto con Wonder Girl, Artemis y Zatanna, hace un cameo como espectadores en casa en Scooby-Doo! WrestleMania Mystery.
- Miss Martian hace una breve aparición en Teen Titans Go! To the Movies.
- Miss Martian aparece en la película original de DC Universe 2019 Justice League vs. The Fatal Five, con la voz de Daniela Bobadilla.[30] Ella está molestando a Batman para obtener la membresía en la Liga de la Justicia. Ella ayuda a buscar en la mente de Starboy para aprender sobre los Cinco Fatales, ver estatuas de la Liga de la Justicia en un museo que la incluye, confirmando que sí ingresa en algún momento. Después de la derrota de los Cinco y el sacrificio de Starboy, Batman le otorga la membresía a la Liga como recompensa por su valentía contra enemigos tan poderosos.

### Videojuegos
- Miss Martian aparece como un personaje jugable en el videojuego Young Justice: Legacy, donde Danica McKellar repite el papel.
- Miss Martian aparece como un personaje jugable en Lego Batman 3: Beyond Gotham, con la voz de Laura Bailey.
- Miss Martian aparece como un personaje jugable en Lego DC Super Villains.